# 1925년 전조선여자정구대회 (관서체육회)
1925년 전조선여자정구대회는 전조선여자정구대회의 1925년 시즌 정구 대회이다. 1925년 6월 13일에 일제강점기 조선 평안남도 평양부에 있는 조선식산은행 평양지점 정구장에서 개최되었다.

## 경기장
| 경기장                       | 도시 | 좌석 | 수용 | 비고 |
| ---------------------------- | ---- | ---- | ---- | ---- |
| 조선식산은행 평양지점 정구장 | 평양 |      |      |      |

## 정구단
| 정구단                           | 도시 | 첫 참가 | 횟수 | 선수                                                                            | 비고   |
| -------------------------------- | ---- | ------- | ---- | ------------------------------------------------------------------------------- | ------ |
| 배화여자고등보통학교 여자 정구단 | 경성 | 1925    | 1    | 문옥선-이영애, 백순이-채선비, 오립분-우수명                                     | 3개 조 |
| 숭의여학교 여자 정구단           | 평양 | 1925    | 1    | 문병선, 장영덕                                                                  | 3개 조 |
| 숭현여학교 여자 정구단           | 평양 | 1925    | 1    | 고화백-김견신, 김순덕-김인식, 김찬신-선우찬, 유경숙-차선만, □신원-김□주, 김보신 | 6개 조 |
| 이화여자고등보통학교 여자 정구단 | 경성 | 1925    | 1    | 이보배-최사라                                                                   | 1개 조 |
| 이화여자전문학교 여자 정구단     | 경성 | 1925    | 1    | 김영의-신보석, 육연수-이경숙, 이준숙-조은경                                     | 3개 조 |
| 정의여자고등보통학교 여자 정구단 | 평양 | 1925    | 1    | 김은덕-노숙근, 양혜신-유경준, 백□□-홍□□, 이신덕-□형태                           | 4개 조 |

## 경기 결과
|  | 3라운드                  | 3라운드              |                      |   | 4강 | 4강 |  |  | 결승 | 결승 |
|  |                          |                      |                      |   |     |     |  |  |      |      |
|  | 6월 13일 - 평양          |                      |                      |   |     |     |  |  |      |      |
|  |                          |                      |                      |   |     |     |  |  |      |      |
|  | 이보배-최사라 (이화여고) | 1                    |                      |   |     |     |  |  |      |      |
|  | 이보배-최사라 (이화여고) | 1                    | 6월 13일 - 평양      |   |     |     |  |  |      |      |
|  | 백순이-채선비 (배화)     | 3                    |                      |   |     |     |  |  |      |      |
|  | 백순이-채선비 (배화)     | 3                    | 백순이-채선비 (배화) | 3 |     |     |  |  |      |      |
|  | 6월 13일 - 평양          |                      | 백순이-채선비 (배화) | 3 |     |     |  |  |      |      |
|  |                          | 고화백-김견신 (숭현) | 1                    |   |     |     |  |  |      |      |
|  | 이준숙-조은경 (이화여전) | 고화백-김견신 (숭현) | 1                    | 2 |     |     |  |  |      |      |
|  | 이준숙-조은경 (이화여전) |                      | 6월 13일 - 평양      | 2 |     |     |  |  |      |      |
|  | 고화백-김견신 (숭현)     | 3                    |                      |   |     |     |  |  |      |      |
|  | 고화백-김견신 (숭현)     | 3                    | 백순이-채선비 (배화) | 3 |     |     |  |  |      |      |
|  | 6월 13일 - 평양          |                      | 백순이-채선비 (배화) | 3 |     |     |  |  |      |      |
|  |                          | 양혜신-유경준 (정의) | 0                    |   |     |     |  |  |      |      |
|  | 김순덕-김인식 (숭현)     | 양혜신-유경준 (정의) | 0                    |   |     |     |  |  |      |      |
|  | 6월 13일 - 평양          |                      |                      |   |     |     |  |  |      |      |
|  | 부전승                   |                      |                      |   |     |     |  |  |      |      |
|  | 김순덕-김인식 (숭현)     | 0                    |                      |   |     |     |  |  |      |      |
|  | 김순덕-김인식 (숭현)     | 0                    | 6월 13일 - 평양      |   |     |     |  |  |      |      |
|  |                          | 양혜신-유경준 (정의) | 3                    |   |     |     |  |  |      |      |
|  | 양혜신-유경준 (정의)     | 양혜신-유경준 (정의) | 3                    |   |     |     |  |  |      |      |
|  |                          |                      |                      |   |     |     |  |  |      |      |
|  | 부전승                   |                      |                      |   |     |     |  |  |      |      |
|  |                          |                      |                      |   |     |     |  |  |      |      |

1925년 6월 13일에 진행된 정의여자고등보통학교 여자 정구단의 양혜신-유경준 조와 이화여자전문학교 여자 정구단의 김영의-신보석 조의 1라운드 첫 번째 경기는 양혜신-유경준 조가 3:2로 승리하며 다음 라운드에 진출했고, 배화여자고등보통학교 여자 정구단의 문옥선-이영애 조와 숭현여학교 여자 정구단의 유경숙-차선만 조 간의 1라운드 두 번째 경기는 문옥선-이영애 조가 3:0으로 승리하며 다음 라운드에 진출했다. 배화여자고등보통학교 여자 정구단의 오립분-우수명 조와 정의여자고등보통학교 여자 정구단의 김은덕-노숙근 조 간의 1라운드 세 번째 경기는 오립분-우수명 조가 3:0으로 승리하며 다음 라운드에 진출했고, 이화여자전문학교 여자 정구단의 육연수-이경숙 조와 배화여자고등보통학교 여자 정구단의 백순이-채선비 조 간의 1라운드 네 번재 경기는 백순이-채선비 조가 3:0으로 승리하며 다음 라운드에 진출했다.
1925년 6월 13일에 진행된 이화여자고등보통학교 여자 정구단의 이보배-최사라 조와 숭현여학교 여자 정구단의 □신원-김□주 조 간의 2라운드 첫 번째 경기는 이보배-최사라 조가 3:0으로 승리하며 다음 라운드에 진출했고, 배화여자고등보통학교 여자 정구단의 오립분-우수명 조와 숭현여학교 여자 정구단의 김순덕-김인식 조 간의 2라운드 두 번째 경기는 김순덕-김인식 조가 3:0으로 이기며 다음 라운드에 진출했다. 숭현여학교 여자 정구단의 김찬신-선우찬 조와 배화여자고등보통학교 여자 정구단의 백순이-채선비 조 간의 2라운드 세 번째 경기는 백순이-채선비 조가 3:0으로 승리하며 다음 라운드에 진출했고, 정의여자고등보통학교 여자 정구단의 이신덕-□형태 조와 정의여자고등보통학교 여자 정구단의 백□□-홍□□ 조 간의 2라운드 네 번째 경기는 이신덕-□형태 조가 3:2로 승리하며 다음 라운드에 진출했다. 배화여자고등보통학교 문옥선-이영애조와 숭현여학교 여자 정구단 간의 고화백-김견신 조 간의 2라운드 다섯 번째 경기는 고화백-김견신 조가 3:2로 이기며 다음 라운드에 진출했다.
1925년 6월 13일에 진행된 이화여자전문학교 여자 정구단의 이준숙-조은경 조와 숭현여학교 여자 정구단의 고화백 -김견신 조 간의 3라운드 첫 번째 경기는 고화백-김견신 조가 3:2로 이기며 준결승에 진출했고, 이화여자고등보통학교 여자 정구단의 이보배-최사라 조와 배화여자고등보통학교 여자 정구단의 백순이-채선비 조 간의 3라운드 두 번째 경기는 백순이-채선비 조가 3:1로 이기며 준결승에 진출했다.
1925년 6월 13일에 진행된 배화여자고등보통학교 여자 정구단의 백순이-채선비 조와 숭현여학교 여자 정구단의 고화백-김견신 조 간의 4강 첫 번째 경기는 백순이-채선비 조가 3:1로 이기며 결승에 진출했고, 숭현여학교 여자 정구단의 김순덕-김인식 조와 정의여자고등보통학교 여자 정구단의 양혜신-유경준 조 간의 4강 두 번째 경기는 양혜신-유경준 조가 3:0으로 이기며 결승에 진출했다.
1925년 6월 13일에 진행된 배화여자고등보통학교 여자 정구단의 백순이-채선비 조와 정의여자고등보통학교 여자 정구단의 양혜신-유경준 조 간의 결승 경기는 백순이-채선비 조가 3:0으로 이기며 우승을 차지했다.

## 참고 문헌
- 대한체육회 100주년 기념사업부 (2020). 《대한민국 체육 100년》. 대한체육회.
- 《대한민국 체육 100년 Ⅰ 통사 (민족과 함께 한 대한민국 체육 100년)》. 대한체육회. 2020.
- 《대한민국 체육 100년 Ⅱ 민족의 구심체, 조선체육회 (1920~1945)》. 대한체육회. 2020.
- 《대한민국 체육 100년 Ⅲ 세계를 향한 도전 (1945~1980)》. 대한체육회. 2020.
- 《대한민국 체육 100년 Ⅳ 스포츠로 꽃피운 대한민국 (1981~2000)》. 대한체육회. 2020.
- 《대한민국 체육 100년 Ⅴ 스포츠강국을 넘어 선진국으로(2001~2020)》. 대한체육회. 2020.
- “錦繡江山平壤(금수강산평양)에서 第一回全朝鮮女子庭球(제일회전조선여자정구)”. 조선일보. 1925년 6월 5일.
- “關西體育會(관서체육회)초催(최)와 本社(본사) 平壤支局後援(평양지국후원) 庭球大會(정구대회)”. 조선일보. 1925년 6월 5일.
- “平壤(평양)의열린 女子庭球(여자정구)”. 조선일보. 1925년 6월 6일.
- “新緣(신연)의錦繡江山(금수강산)”. 조선일보. 1925년 6월 6일.
- “第一回(제일회) 全朝鮮女子庭球大會(전조선여자정구대회)”. 조선일보. 1925년 6월 7일.
- “時日(시일)과塲所(장소)”. 동아일보. 1925년 6월 7일.
- “第一回(제일회) 全朝鮮女子庭球大會(전조선여자정구대회)”. 조선일보. 1925년 6월 7일.
- “第一回(제일회) 全朝鮮女子庭球大會(전조선여자정구대회)”. 조선일보. 1925년 6월 8일.
- “半島女子球界(반도여자구계)의 一大盛事(일대성사)일”. 조선일보. 1925년 6월 8일.
- “全朝鮮女子庭球(전조선여자정구) 會員券發行(회원권발행)”. 조선일보. 1925년 6월 9일.
- “盛况(성황)을豫想(예상)할 平壤(평양)의女子庭球(여자정구)”. 조선일보. 1925년 6월 10일.
- “關西體育會(관서체육회) 主催全朝鮮(주최전조선) 女子庭球大會(여자정구대회)”. 조선일보. 1925년 6월 12일.
- “女子庭球大會(여자정구대회) 參加(참가),抽籤結果(추첨결과)”. 동아일보. 1925년 6월 13일.
- “第一回(제일회) 全朝鮮女子庭球大會(전조선여자정구대회)”. 조선일보. 1925년 6월 13일.
- “關西體靑會(관서체청회) 主催全朝鮮(주최전조선) 女子庭球大會(여자정구대회)”. 조선일보. 1925년 6월 14일.
- “正誤(정오)”. 조선일보. 1925년 6월 14일.
- “平壤女子庭球(평양여자정구) 培花優勝(배화우승) =正義軍惜敗(정의군석패)=”. 동아일보. 1925년 6월 15일.
- “關西體育會(관서체육회) 主催全朝鮮(주최전조선) 女子庭球大會(여자정구대회)”. 조선일보. 1925년 6월 15일.
- “사진설명＝정구회장의시구식과대회전경 하는우승한배화선수”. 조선일보. 1925년 6월 15일.
- “培花軍凱旋(배화군개선)”. 조선일보. 1925년 6월 16일.